# Tercera Federación
Tercera Federación (dříve zvaná: Tercera RFEF) je pátou nejvyšší soutěží v systému fotbalových soutěží ve Španělsku. Účastní se jí 324 týmů, které jsou rozděleny do 18 skupin.

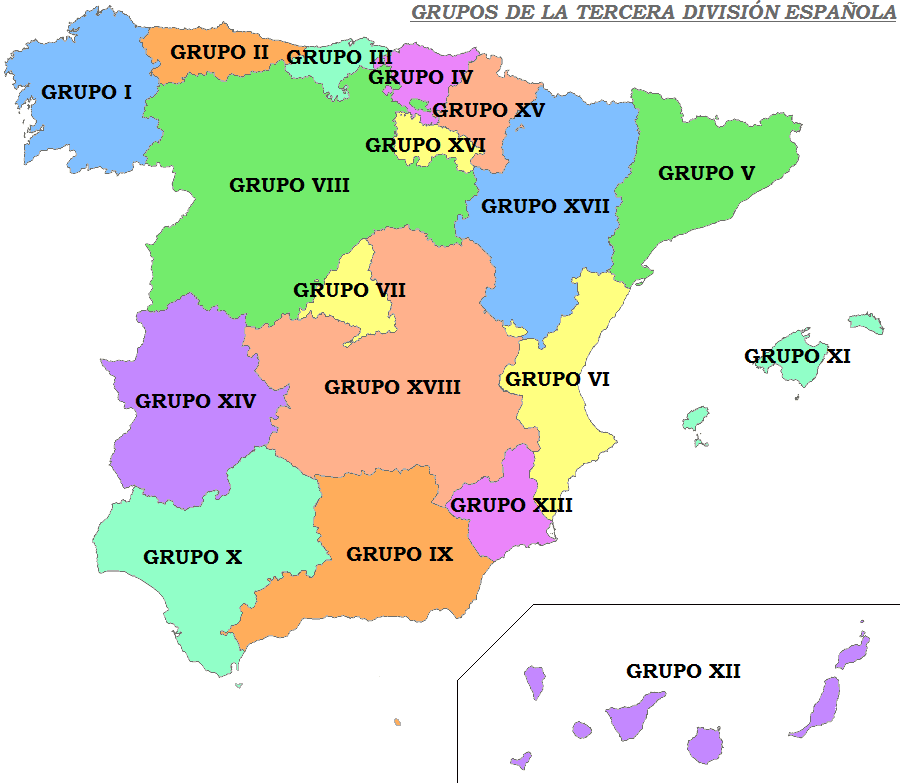
Skupiny Tercera Federación

## Vítězové skupin
| Sezóna  | I X | II XI                | III XII                | IV XIII   | V XIV      | VI XV              | VII XVI           | VIII XVII        | IX XVIII              |
| ------- | --- | -------------------- | ---------------------- | --------- | ---------- | ------------------ | ----------------- | ---------------- | --------------------- |
| 2021/22 | Polvorín | Oviedo Vetusta       | Gimnástica Torrelavega | Alavés B  | Manresa    | Valencia Mestalla  | Atlético Madrid B | Guijuelo         | Juventud Torremolinos |
| 2021/22 | Recreativo | Mallorca B           | Atlético Paso          | Yeclano   | Diocesano  | Atlético Cirbonero | Arnedo            | Deportivo Aragón | Guadalajara           |
| 2021/22 | Další postupující: Ourense CF (I), Beasain (IV), Olot (V), Atlético Saguntino (VI), Alcorcón B (VII), Utrera (X), Cartagena B (XIII), Alfaro (XVI), Utebo (XVII)                             |                      |                        |           |            |                    |                   |                  |                       |
| 2022/23 | Deportivo Fabril | Covadonga            | Cayón                  | Barakaldo | Europa     | Orihuela           | Ursaria           | Arandina         | Marbella              |
| 2022/23 | Atlético Antoniano | Andratx              | Mensajero              | Águilas   | Llerenense | Egüés              | Náxara            | Robres           | Manchego              |
| 2022/23 | Další postupující: Racing Villalbés (I), Sant Andreu (V), Torrent (VI), Getafe B (VII), El Palo (IX), Penya Independent (XI), San Fernando (XII), La Unión Atlético (XIII), Illescas (XVIII) |                      |                        |           |            |                    |                   |                  |                       |
| 2023/24 | Bergantiños | Llanera              | Escobedo               | Vitoria   | Olot       | Elche Ilicitano    | Real Madrid C     | Real Ávila       | Juventud Torremolinos |
| 2023/24 | Xerez | Ibiza Islas Pitiusas | Tenerife B             | Minera    | Don Benito | Subiza             | UD Logroñés B     | Ejea             | Conquense             |
| 2023/24 | Další postupující: Laredo (III), Moscardó (VII), Salamanca (VIII), Almería B (IX), Xerez Deportivo (X), Mallorca B (XI), Unión Sur Yaiza (XII), Coria (XIV), Anguiano (XVI)                  |                      |                        |           |            |                    |                   |                  |                       |